# Pic Paradis
Pic Paradis či Pic du Paradis (424 m n. m.) je kopec na ostrově Svatý Martin v souostroví Malé Antily v severovýchodním Karibiku. Jedná se o nejvyšší bod francouzského zámořského společenství Saint-Martin i celého ostrova.